# Drukkingspunt

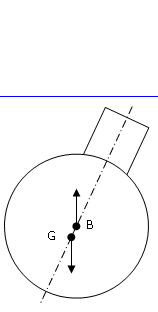
Bij een volledig ondergedompeld lichaam grijpt de opwaartse kracht aan in het drukkingspunt. Als het zwaartepunt zich aan de hoge zijde bevindt, dan is er een positief richtend koppel.

Het drukkingspunt of vormzwaartepunt {\displaystyle B}, Engels: centre of buoyancy, is het geometrisch zwaartepunt van het deel van een lichaam dat in een vloeistof is ondergedompeld, oftewel het zwaartepunt van de door het lichaam verplaatste vloeistofmassa.
Waar het zwaartepunt van het gewicht {\displaystyle G} van een lichaam afhankelijk is van de gewichtsverdeling, is het drukkingspunt {\displaystyle B} alleen afhankelijk van de vorm van het ondergedompelde deel van het lichaam en om die reden wordt ook wel over het vormzwaartepunt gesproken.
Om te kunnen blijven drijven, dient de opwaartse kracht op het lichaam gelijk te zijn aan het eigen gewicht. Een voorwerp dat meer weegt dan de hoeveelheid water dat het kan verplaatsen, kan dus niet blijven drijven. Om in dezelfde toestand te blijven liggen, dienen de opwaartse kracht en het gewicht boven elkaar te liggen.

## Aangrijpingspunt

### Rechtliggend schip
Zoals de zwaartekracht wel wordt voorgesteld als puntlast die aangrijpt in het zwaartepunt {\displaystyle G} van een lichaam, zo wordt de opwaartse kracht van de vloeistof op het lichaam voorgesteld als een puntlast die aangrijpt in het drukkingspunt {\displaystyle B}. Het is dus het aangrijpingspunt van de resultante van alle opwaarts gerichte krachten. Bij rechtliggend schip ligt het drukkingspunt horizontaal gezien in het vlak van kiel en stevens, zodat de krachten op één lijn liggen.
Bij een rechthoekige bak ligt het drukkingspunt verticaal gezien op de halve hoogte van de verplaatste watermassa, de afstand KB van kiel tot drukkingspunt ligt dan op de helft van de diepgang. Bij een driehoekvormige bak ligt het zwaartepunt van de verplaatste watermassa op twee derde van de diepgang. Voor een normaal schip zal dit hier ergens tussenin liggen. Door de scheepsbouwer wordt de KB uitgezet ten opzichte van de diepgang in de KB-kromme.

### Hellend schip

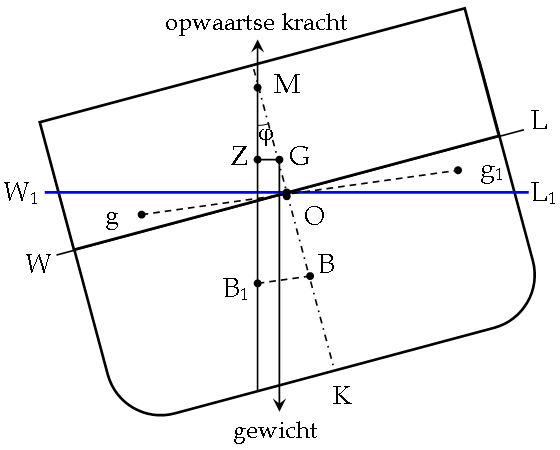
Bij rechtliggend schip ligt het drukkingspunt in het vlak van kiel en stevens. Zodra het schip een helling krijgt, zal aan de ene zijde een deel van het schip onder water komen, de intredende wig. Aan de andere zijde zal een deel van het schip boven water uitkomen, de uittredende wig. Het geometrisch zwaartepunt verandert dus en het drukkingspunt verschuift evenwijdig aan de lijn naar de lage zijde.

Wanneer een niet volledig ondergedompeld lichaam gedwongen wordt een hellingsgraad ten opzichte van zijn evenwichtspositie te maken, dan verandert de vorm van het ondergedompelde lichaam en daarmee de positie van het drukkingspunt. Daarmee wordt water verplaatst van de uittredende wig {\displaystyle \mathrm {OLL} _{1}} - het deel dat boven water komt - naar de intredende wig {\displaystyle \mathrm {OWW} _{1}} - het deel dat onder water komt. Van de intredende wig ligt het vormzwaartepunt in {\displaystyle g}, terwijl het vormzwaartepunt van de uittredende wig in {\displaystyle g_{1}} ligt. Het geometrisch zwaartepunt verandert dus en het drukkingspunt {\displaystyle B_{0}} verschuift evenwijdig aan de lijn {\displaystyle gg_{1}} naar de lage zijde naar {\displaystyle B_{1}}. De afstand is te berekenen met de formule:
{\displaystyle B_{0}B_{1}={v\cdot gg_{1} \over V}={v \over V}\cdot {\tfrac {2}{3}}B}
waarin {\displaystyle v} het volume is van de wig {\displaystyle \mathrm {OLL} _{1}}, {\displaystyle V} de waterverplaatsing van het schip en {\displaystyle B} de breedte van het schip.
Door de helling steeds infinitesimaal te vergroten, kan de baan van {\displaystyle B} beschreven worden. Deze is niet recht, maar zal afhankelijk van de scheepsvorm een zekere kromming hebben. Deze kromme bereikt bij een bepaalde helling een maximum, om daarna weer terug te lopen naar het vlak van kiel en stevens.
Bij een volledig ondergedompeld lichaam verplaatst {\displaystyle B} zich niet.

### Richtend koppel
Bij een hellend schip liggen de zwaartekracht en de opwaartse kracht niet meer boven elkaar op één lijn liggen en ontstaat er een moment of koppel:
{\displaystyle M=r\cdot F=GZ\cdot \Delta \cdot g=GZ\cdot \rho \cdot V\cdot g}
waarin {\displaystyle Z} de horizontale projectie is van {\displaystyle G} op de werklijn van de opwaartse kracht, {\displaystyle GZ} de richtende arm, {\displaystyle \Delta } het deplacement, {\displaystyle g} de valversnelling, {\displaystyle V} het volume van het ondergedompelde lichaam en {\displaystyle \rho } de dichtheid.
Als het zwaartepunt {\displaystyle G} zich aan de hoge zijde bevindt, dan is er een positief richtend koppel. Er is dan voldoende stabiliteit en het lichaam zal in zijn oorspronkelijke evenwichtssituatie terugkeren. Als het zich aan de lage zijde bevindt, dan is het lichaam instabiel, en zal het kenterend koppel versterkt worden tot een nieuwe evenwichtssituatie wordt gevonden, wat kapseizen tot gevolg kan hebben.

### Metacentrum

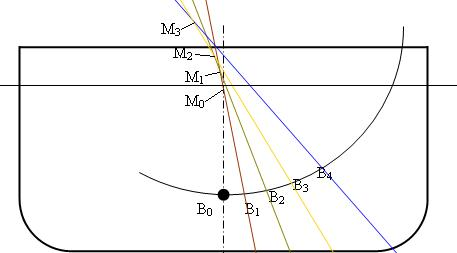
De baan van het metacentrum is te construeren op de bovenstaande wijze, waarbij de kromming van de lijn van overdreven is weergegeven.

Doordat het drukkingspunt zich bij een niet volledig ondergedompeld lichaam verplaatst naar de lage zijde, wordt het richtend moment vergroot. {\displaystyle B} kan naar het vlak van kiel en stevens worden verschoven over de werklijn van de opwaartse kracht. Dit snijpunt is het aanvangsmetacentrum {\displaystyle M_{0}}. De afstand {\displaystyle KM_{0}} van de kiel tot dit metacentrum is een criterium voor de stabiliteit van het schip.
De richtende arm {\displaystyle GZ} kan nu uitgedrukt worden als functie van {\displaystyle GM} en de helling {\displaystyle \varphi } van het schip:
{\displaystyle GZ=GM\sin \varphi }
Bij toenemende helling kan het metacentrum opnieuw bepaald worden door de snijding van de werklijnen van de twee hellingshoeken te bepalen. Door deze helling wederom infinitesimaal te vergroten, kan de baan van {\displaystyle M} beschreven worden. Bij grotere hoeken loopt {\displaystyle M} uit het vlak van kiel en stevens, niet naar de lage zijde zoals {\displaystyle B}, maar naar de hoge zijde tot het dek onder water loopt en {\displaystyle M} snel terug loopt. {\displaystyle M} kan over de werklijn van de opwaartse kracht verschoven worden naar het vlak van kiel en stevens. Dit punt wordt het vals metacentrum {\displaystyle N} genoemd.

## Simon Stevin

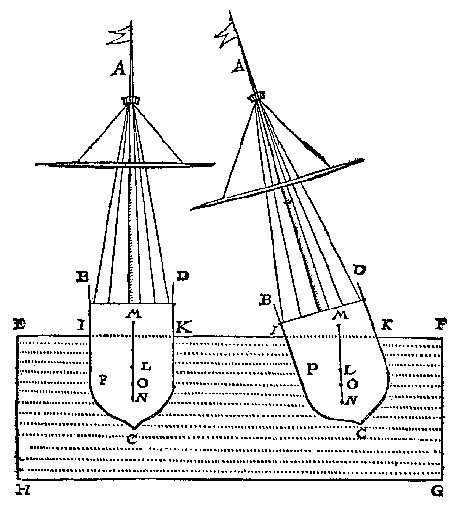
Het zwaartepunt en drukkingspunt volgens Stevin in Vlietende Topswaerheyt uit 1605.

Simon Stevin bracht in 1586 De Beghinselen des Waterwichts uit in één band met De beghinselen der weeghconst, De Weeghdaet en een Anhang. Hierin behandelt hij onder andere de wet van Archimedes, de hydrostatische paradox en hydrostatische druk, zo'n tachtig jaar voordat Blaise Pascal zijn waarnemingen deed op het gebied van druk.
Dit werk op het gebied van hydrostatica ging vooraf aan dat over stabiliteit. Dit behandelde hij als praktijkvoorbeeld in een supplement bij de heruitgave van Weeghconst uit 1605. In Vlietende Topswaerheyt bespreekt hij in twee bladzijden hoe hoog een aanvalsladder met krijgsvolk geplaatst kan worden, zonder dat het schip kapseist. Hierin stelt hij dat het waterhols swaerheyts middelpunt {\displaystyle L} (het drukkingspunt) in dezelfde verticale lijn moet liggen als het zwaartepunt {\displaystyle O}. Stevin nam uit onbekendheid met het begrip metacentrum foutief aan dat het zwaartepunt altijd onder het drukkingspunt moet liggen om een stabiel schip te verkrijgen. Stevin gaf echter al aan dat het bijzonder moeilijk is om het zwaartepunt van een schip vast te stellen, omdat dit uit zoveel onderdelen bestaat.